# Corredor verde de la Bahía de Cádiz
El "Corredor Verde de la Bahía de Cádiz" es un corredor verde situado en las inmediaciones del parque natural de la Bahía de Cádiz.

## Recorrido

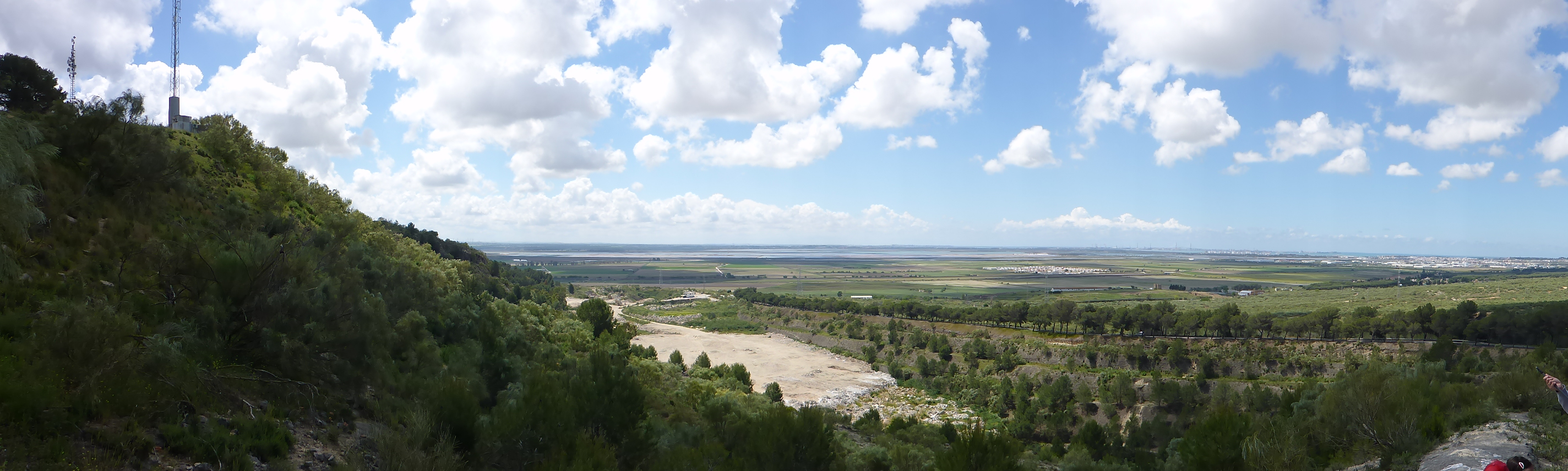
Sierra San Cristóbal y Poblado de Doña Blanca

Discurre por la Sierra de San Cristóbal y varias pedanías de El Puerto de Santa María